# ان‌جی‌سی ۵۹۶۲
ان‌جی‌سی ۵۹۶۲ (انگلیسی: NGC 5962) نام یک کهکشان در صورت فلکی مار است.